# Formalismo tetrádico
El formalismo tetrádico es una aproximación a la relatividad general que generaliza la elección de bases para un fibrado tangente desde una base holonómica a la elección menos restrictiva de una base local, es decir, un conjunto definido localmente de cuatro  campos vectoriales linealmente independientes llamados tétradas o vierbein. Es un caso especial de la idea más general de un formalismo vielbein, que se establece en (seudo-)geometrías de Riemann. El presente artículo hace mención frecuente a la relatividad general, aunque casi todo su contenido es igualmente aplicable a (seudo-)variedades de Riemann en general, e incluso a variedades espinoriales. La mayoría de las afirmaciones se mantienen simplemente sustituyendo el valor {\displaystyle n} arbitrario por {\displaystyle n=4}. En alemán, "vier" se traduce como "cuatro" y "viel" como "muchos".
La idea general es representar tensores métricos como el producto de dos vielbeins, uno a la izquierda y otro a la derecha. El efecto de los vielbeins es cambiar el sistema de coordenadas utilizado en el fibrado tangente a uno que sea más simple o más adecuado para los cálculos. Con frecuencia ocurre que el sistema de coordenadas vielbein es ortonormal, ya que generalmente es el más fácil de usar. La mayoría de los tensores se vuelven simples o incluso triviales en este sistema de coordenadas. Por lo tanto, se muestra que la complejidad de la mayoría de las expresiones es un resultado de la elección de coordenadas, más que una propiedad innata o un efecto físico. Es decir, como formalismo, no altera los resultados y es más bien una técnica de cálculo.
La ventaja del formalismo de tétradas sobre el enfoque estándar basado en coordenadas de la relatividad general radica en la capacidad de elegir la base de tétradas para reflejar aspectos físicos importantes del espacio-tiempo. La notación de índices abstracta denota los tensores como si estuvieran representados por sus coeficientes con respecto a una tétrada local fija. En comparación con coordinar completamente la notación libre, que suele ser conceptualmente más claro, permite una manera fácil y computacionalmente explícita de denotar contracciones.
La importancia del formalismo tetrádico aparece en la formulación de la teoría de Einstein-Cartan de la relatividad general. El formalismo tetrádico de la teoría es más fundamental que su formulación métrica, ya que no se puede convertir entre las formulaciones tetrádica y métrica de las acciones fermiónicas, a pesar de que esto sea posible para las acciones bosónicas. Esto se debe efectivamente a que los espinores de Weyl pueden definirse de forma natural en una variedad de Riemann y su configuración natural conduce a la conexión espinorial. Esos espinores toman forma en el sistema de coordenadas vielbein, y no en el sistema de coordenadas múltiple.
El formalismo tetrádico privilegiado también aparece en la deconstrucción de las teorías de la gravedad de Kaluza-Klein de "dimensiones superiores", teorías y de gravedad masiva, en las que las dimensiones extra son reemplazadas por series de N retículos tales que las dimensiones superiores de la métrica dimensional se reemplaza por un conjunto de métricas interactivas que dependen únicamente de los componentes 4D. Los vielbeins suele aparecer en otros entornos generales de la física y de las matemáticas, y pueden entenderse como formas de soldadura.

## Formulación matemática
La formulación tétrada es un caso especial de una formulación más general, conocida como formulación vielbein o n-bein, con n=4. Debe tenerse en cuenta la forma de escribirse: en alemán, "viel" significa "muchos", y no debe confundirse con "vier", que significa "cuatro".
En el formalismo vielbein, se elige un recubrimiento de la variedad espacio-tiempo {\displaystyle M} y una base local para cada uno de esos conjuntos abiertos: un conjunto de {\displaystyle n} campos vectoriales independientes
{\displaystyle e_{a}=e_{a}{}^{\mu }\partial _{\mu }}
para {\displaystyle a=1,\ldots ,n} que juntos abarcan el fibrado tangente {\displaystyle n} dimensional en cada punto del conjunto. Dualmente, un vielbein (o tétrada en 4 dimensiones) determina (y está determinado por) un co-vielbein dual (co-tétrada), un conjunto de {\displaystyle n} 1-formas independientes
{\displaystyle e^{a}=e^{a}{}_{\mu }dx^{\mu }}
tal que
{\displaystyle e^{a}(e_{b})=e^{a}{}_{\mu }e_{b}{}^{\mu }=\delta _{b}^{a},}
donde {\displaystyle \delta _{b}^{a}} es la delta de Kronecker. Un vielbein generalmente se especifica por sus coeficientes {\displaystyle e^{\mu }{}_{a}} con respecto a una base de coordenadas, a pesar de que la elección de un conjunto de coordenadas (locales) {\displaystyle x^{\mu }} es innecesaria para la especificación de una tétrada. Cada covector es una forma de soldadura.
Desde el punto de vista de la geometría diferencial del fibrado, los n campos vectoriales {\displaystyle \{e_{a}\}_{a=1\dots n}} definen una sección del haz de sistemas de referencia es decir una paralelización de {\displaystyle U\subset M}) que equivale a un isomorfismo {\displaystyle TU\cong U\times {\mathbb {R} ^{n}}}. Dado que no todas las variedades son paralelizables, un vielbein generalmente solo se puede elegir localmente ("es decir", solo en una variedad topológica {\displaystyle U} y no en todos los {\displaystyle M}).
Todos los tensores de la teoría se pueden expresar en una base vectorial y covectorial, expresándolos como combinaciones lineales de miembros del (co)vielbein. Por ejemplo, el tensor métrico del espacio-tiempo se puede transformar de una base de coordenadas a una base tetrádica.
Las bases de tétradas más empleadas en la relatividad general incluyen las tétradas ortonormales y las tétradas nulas. Las tétradas nulas se componen de cuatro vectores isótropos, por lo que se utilizan con frecuencia en problemas relacionados con la radiación y son la base del formalismo de Newman-Penrose y del formalismo GHP.

## Relación con el formalismo estándar
El formalismo estándar de la geometría diferencial (y de la relatividad general) consiste simplemente en utilizar la tétrada de coordenadas en el formalismo de la tétrada. La tétrada de coordenadas es el conjunto canónico de vectores asociados con una variedad topológica. La tétrada de coordenadas se denomina comúnmente {\displaystyle \{\partial _{\mu }\}}, mientras que la cotétrada dual se denota {\displaystyle \{dx^{\mu }\}}. Estos vectores tangentes generalmente se definen como operadores derivada direccional: dado un grafo {\displaystyle {\varphi =(\varphi ^{1},\ldots ,\varphi ^{n})}} que asigna un subconjunto de variedades al espacio de coordenadas {\displaystyle \mathbb {R} ^{n}}, y cualquier campo escalar {\displaystyle f}, los vectores de coordenadas son tales que:
{\displaystyle \partial _{\mu }[f]\equiv {\frac {\partial (f\circ \varphi ^{-1})}{\partial x^{\mu }}}.}
La definición de cotétradas utiliza el habitual abuso de notación {\displaystyle dx^{\mu }=d\varphi ^{\mu }} para definir covectores (1-formas) en {\displaystyle M}. La participación de la tétrada de coordenadas no suele hacerse explícita en el formalismo estándar. En el formalismo de tétradas, en lugar de escribir las ecuaciones tensoriales en su totalidad (incluidos los elementos de la tétrada y el producto tensorial {\displaystyle \otimes } como se indicó anteriormente), solo se mencionan las "componentes" de los tensores. Por ejemplo, la métrica se escribe como "{\displaystyle g_{ab}}". Cuando la tétrada no se especifica, esto se convierte en una cuestión de especificar el tipo de tensor, llamada notación de índices abstracta, que permite especificar fácilmente la contracción entre tensores repitiendo índices como en la convención de suma de Einstein.
Cambiar las tétradas es una operación de rutina en el formalismo estándar, ya que está involucrada en cada transformación de coordenadas (es decir, cambiar de una base de tétradas de coordenadas a otra). El cambio entre múltiples grafos de coordenadas es necesario porque, excepto en casos triviales, no es posible que un solo grafo de coordenadas cubra toda la variedad. Cambiar hacia y entre tétradas generales es muy similar e igualmente necesario (excepto para variedades paralelizables). Cualquier tensor se puede escribir localmente en términos de esta tétrada de coordenadas o una (co)tétrada general.
Por ejemplo, el tensor métrico {\displaystyle \mathbf {g} } se puede expresar como:
{\displaystyle \mathbf {g} =g_{\mu \nu }dx^{\mu }dx^{\nu }\qquad {\text{where}}~g_{\mu \nu }=\mathbf {g} (\partial _{\mu },\partial _{\nu }).}
(aquí se usa el convenio de suma de Einstein). Asimismo, la métrica se puede expresar con respecto a una (co)tétrada arbitraria como
{\displaystyle \mathbf {g} =g_{ab}e^{a}e^{b}\qquad {\text{where}}~g_{ab}=\mathbf {g} \left(e_{a},e_{b}\right).}
Aquí se utiliza la elección del alfabeto (latino y del griego) para las variables del índice para distinguir la base aplicable.
Se puede pasar de una cotétrada general a la cotétrada de coordenadas expandiendo el covector {\displaystyle e^{a}=e^{a}{}_{\mu }dx^{\mu }}, y entonces se obtiene
{\displaystyle \mathbf {g} =g_{ab}e^{a}e^{b}=g_{ab}e^{a}{}_{\mu }e^{b}{}_{\nu }dx^{\mu }dx^{\nu }=g_{\mu \nu }dx^{\mu }dx^{\nu }}
de donde se deduce que {\displaystyle g_{\mu \nu }=g_{ab}e^{a}{}_{\mu }e^{b}{}_{\nu }}. Asimismo, expandiendo {\displaystyle dx^{\mu }=e^{\mu }{}_{a}e^{a}} con respecto a la tétrada general, se obtiene
{\displaystyle \mathbf {g} =g_{\mu \nu }dx^{\mu }dx^{\nu }=g_{\mu \nu }e^{\mu }{}_{a}e^{\nu }{}_{b}e^{a}e^{b}=g_{ab}e^{a}e^{b}}
lo que demuestra que {\displaystyle g_{ab}=g_{\mu \nu }e^{\mu }{}_{a}e^{\nu }{}_{b}}.

### Manipulación de índices
La manipulación con coeficientes de tétrada muestra que las fórmulas de índices abstractos se pueden obtener, en principio, a partir de fórmulas tensoriales con respecto a una tétrada de coordenadas "reemplazando índices griegos por índices latinos". Sin embargo, se debe tener cuidado de que una fórmula de tétrada de coordenadas defina un tensor genuino cuando se trata de diferenciación. Dado que los campos de vectores de coordenadas se representan con corchetes de Lie que desaparecen (es decir, conmutan: {\displaystyle \partial _{\mu }\partial _{\nu }=\partial _{\nu }\partial _{\mu }}), las sustituciones poco rigurosas de fórmulas que calculan correctamente los coeficientes tensoriales con respecto a una tétrada de coordenadas pueden no definir correctamente un tensor con respecto a una tétrada general porque el corchete de Lie no desaparece: {\displaystyle [e_{a},e_{b}]\neq 0}. Por tanto, a veces se dice que las coordenadas de tétrada proporcionan una base no holonómica.
Por ejemplo, el tensor de curvatura se define para campos vectoriales generales {\displaystyle X,Y} por
{\displaystyle R(X,Y)=\left(\nabla _{X}\nabla _{Y}-\nabla _{Y}\nabla _{X}-\nabla _{[X,Y]}\right)}.
En una tétrada de coordenadas, esto da los coeficientes tensoriales
{\displaystyle R_{\ \nu \sigma \tau }^{\mu }=dx^{\mu }\left((\nabla _{\sigma }\nabla _{\tau }-\nabla _{\tau }\nabla _{\sigma })\partial _{\nu }\right).}
La sustitución poco rigurosa "del griego al latín" de esta última expresión
{\displaystyle R_{\ bcd}^{a}=e^{a}\left((\nabla _{c}\nabla _{d}-\nabla _{d}\nabla _{c})e_{b}\right)\qquad {\text{(wrong!)}}}
es incorrecta, porque para c y d fijos, {\displaystyle \left(\nabla _{c}\nabla _{d}-\nabla _{d}\nabla _{c}\right)} es, en general, un operador diferencial de primer orden en lugar de un operador de orden cero que define un coeficiente tensorial. Sin embargo, sustituyendo una base de tétradas general en la fórmula abstracta aparece la definición adecuada de la curvatura en la notación de índice abstracta:
{\displaystyle R_{\ bcd}^{a}=e^{a}\left((\nabla _{c}\nabla _{d}-\nabla _{d}\nabla _{c}-f_{cd}{}^{e}\nabla _{e})e_{b}\right)}
donde {\displaystyle [e_{a},e_{b}]=f_{ab}{}^{c}e_{c}}. Téngase en cuenta que la expresión {\displaystyle \left(\nabla _{c}\nabla _{d}-\nabla _{d}\nabla _{c}-f_{cd}{}^{e}\nabla _{e}\right)} es de hecho un operador de orden cero, por lo tanto (el componente (c d) de) un tensor. Dado que concuerda con la expresión de coordenadas de la curvatura cuando se particulariza en una tétrada de coordenadas, está claro, incluso sin utilizar la definición abstracta de curvatura, que define el mismo tensor que la expresión de la base de coordenadas.

## Ejemplo: grupos de Lie
Dado un vector (o covector) en la variedad tangente (o cotangente), una aplicación exponencial describe la línea geodésica correspondiente de ese vector tangente. Escribiendo {\displaystyle X\in TM}, el transporte paralelo de un diferencial corresponde a
{\displaystyle e^{-X}de^{X}=dX-{\frac {1}{2!}}\left[X,dX\right]+{\frac {1}{3!}}[X,[X,dX]]-{\frac {1}{4!}}[X,[X,[X,dX]]]+\cdots }
Lo anterior se puede verificar fácilmente simplemente tomando {\displaystyle X} como una matriz.
Para el caso especial de un álgebra de Lie, {\displaystyle X} puede tomarse como un elemento del álgebra, el exponencial es la aplicación exponencial de un grupo de Lie y los elementos del grupo corresponden a las geodésicas del vector tangente. Al elegir una base {\displaystyle e_{i}} para el álgebra de Lie y escribir {\displaystyle X=X^{i}e_{i}} para algunas funciones {\displaystyle X^{i},}, los conmutadores se pueden escribir explícitamente. Entonces, se calcula fácilmente que
{\displaystyle e^{-X}de^{X}=dX^{i}e_{i}-{\frac {1}{2!}}X^{i}dX^{j}{f_{ij}}^{k}e_{k}+{\frac {1}{3!}}X^{i}X^{j}dX^{k}{f_{jk}}^{l}{f_{il}}^{m}e_{m}-\cdots }
para {\displaystyle [e_{i},e_{j}]={f_{ij}}^{k}e_{k}} las constantes de estructura del álgebra de Lie. La serie se puede escribir de forma más compacta como
{\displaystyle e^{-X}de^{X}=e_{i}{W^{i}}_{j}dX^{j}}
con la serie infinita
{\displaystyle W=\sum _{n=0}^{\infty }{\frac {(-1)^{n}M^{n}}{(n+1)!}}=(I-e^{-M})M^{-1}.}
Aquí, {\displaystyle M} es una matriz cuyos elementos son {\displaystyle {M_{j}}^{k}=X^{i}{f_{ij}}^{k}}. La matriz {\displaystyle W} es entonces el vielbein, y expresa el diferencial {\displaystyle dX^{j}} en términos de las "coordenadas planas" (ortonormales, además) {\displaystyle e_{i}}.
Dada una aplicación {\displaystyle N\to G} de alguna variedad {\displaystyle N} a algún grupo de Lie {\displaystyle G}, el tensor métrico en la variedad {\displaystyle N} se convierte en el retorno del tensor métrico {\displaystyle B_{mn}} en el grupo de Lie {\displaystyle G}:
{\displaystyle g_{ij}={W_{i}}^{m}B_{mn}{W^{n}}_{j}}
El tensor métrico {\displaystyle B_{mn}} en el grupo de Lie es la métrica de Cartan, también conocida como forma de Killing. Téngase en cuenta que, como matriz, la segunda W es la transpuesta. Para {\displaystyle N} una (seudo-)variedad de Riemann, la métrica es una (seudo-)métrica de Riemann. Lo anterior se generaliza al caso de un espacio simétrico. Estos vielbeins se utilizan para realizar cálculos en modelos sigma, de los que las teorías de supergravedad son un caso especial.